# Satellite Instructional Television Experiment

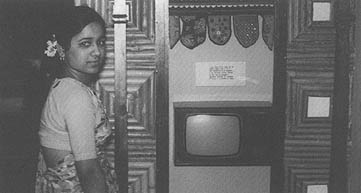
Uma técnica da ISRO próxima a um dos equipamentos de TV, projetado com assistencia da NASA, para uso no projeto

O projeto Satellite Instructional Television Experiment (SITE) foi um experimento socioeducativo usando satélites de comunicação efetuado na Índia em 1975, num consórcio entre a NASA e a Indian Space Research Organization (ISRO). [carece de fontes?]
O projeto tornou disponíveis programas informativos para o povo da área rural da Índia. Os maiores objetivos do projeto eram levar informação e educação para a população pobre do interior da Índia usando programas de TV transmitidos por satélite, e ajudar a Índia a ganhar experiência técnica no setor de comunicação por satélite.
O experimento durou cerca de uma ano (Agosto de 1975 a Julho de 1976), cobrindo mais de 2.400 vilas em seis estados. Os programas de TV eram produzidos pela All India Radio e transmitidos pelo satélite ATS-6 da NASA estacionado sobre a Índia durante o curso do projeto, que era patrocinado por várias agências internacionais, como UNESCO e UNICEF. O projeto foi considerado bem sucedido, tendo ajudado a Índia a desenvolver seu próprio programa de satélites, o INSAT.